# Catholicisme identitaire
Le « catholicisme identitaire » est un courant politique et religieux, où la foi catholique affichée fait partie des éléments d'adhésion à un programme politique, particulièrement en France. Cette expression est devenue courante depuis « La Manif pour tous » en 2013, en écho à la notion de « catholicisme d'identité », apparue dans les années 1980, dont elle est proche sans pour autant se confondre avec elle.
Plusieurs facteurs ont pu favoriser les tendances identitaires du catholicisme français, dont la diminution du catholicisme dans la société, la transmission de la foi et des valeurs catholiques au sein des courants conservateurs, le glissement du clivage droite-gauche vers le terrain sociétal, et la montée de l’islam.

## Catholicisme d'ouverture et catholicisme d'identité
Depuis l'établissement de la notion par Philippe Portier, les termes de catholicismes d’« identité » et d’« ouverture » sont utilisés pour désigner « les deux grandes tendances du mouvement catholique contemporain en France ».
Les « catholiques d’ouverture » sont ceux qui veulent « prendre en compte, dans le monde d’aujourd’hui, les ferments de progrès, de miséricorde [... et ils] considèrent que c’est à partir de la rencontre, du dialogue des consciences, que l’on peut construire le monde, sans qu’une norme préalable vienne boucher les horizons » ; ils veulent « réconcilier la gauche et le christianisme ». Ils connaissent une « période d'effervescence » autour des années 1968. Ce pôle du catholicisme français est décrit comme étant en déclin, avec un faible taux de transmission intergénérationnelle de la foi chrétienne et peu de vocations sacerdotales ou religieuses suscitées en son sein.
Les « catholiques d’identité » sont décrits comme rêvant « de visibilité dans un monde globalisé et communautaire » et ayant « une conception plutôt pessimiste du monde tel qu’il va ». Ils cherchent à restaurer « l’Église dans son statut traditionnel de guide de la cité, de defensor civitatis ». Ils « privilégient l’idée qu’il faut construire le social sur des normes objectives », selon Philippe Portier. Le catholicisme d'identité se divise, selon Magali Della Sudda, en deux sous-catégories, « charismatiques et restitutionnistes. Ces derniers sont proches de l’Opus Dei, la communauté Saint-Martin, la communauté des frères de Saint-Jean, les Légionnaires du Christ, les Foyers de Charité ainsi que d’autres groupes issus du schisme lefebvriste ».
Toutefois, l'historien Guillaume Cuchet estime que la distinction entre « identité » et « ouverture », ne fonctionne pas bien, car les termes ne se correspondent pas vraiment : « dans le tandem, "identité" et "ouverture" ne renvoient pas exactement à la même chose. D’un côté, il s’agit de la définition de soi ; de l’autre, de l’attitude face au monde moderne. Or, que l’on sache, les catholiques d’« ouverture » ont aussi une " identité ", même s’ils n’aiment pas beaucoup le mot, sauf à dire sans doute que leur "identité" est précisément leur "ouverture" ». Après avoir longtemps employé l'expression, Le Monde semble désormais lui préférer la formule « catholicisme d'affirmation ».

## Identitarisme
La notion de « catholicisme identitaire » est à rapprocher de celle du « catholicisme d'identité »,, expression des années 80, proposée par le politologue Philippe Portier,,,.
L'identitarisme dans le catholicisme français est, selon Erwan Le Morhedec, une tentation « de certains milieux catholiques français déstabilisés par la perte d'influence de l'Église dans le débat public, l'enracinement durable de l'islam et la crise migratoire »,. Cette tentation consiste en un « "politique d'abord" d'un Charles Maurras, plus séduit par la puissance structurante de l'institution ecclésiale que par sa filiation évangélique », menant, en fin de compte, à « l'accaparement et la récupération du christianisme à des fins étrangères » : l'identitarisme permet d'être religieusement païen et politiquement catholique.
En 1926, le Vatican avait condamné l’Action française de Charles Maurras, considérant que l’instrumentalisation de la foi à des fins politiques n'était pas acceptable et compromettait l’« universalisme du catholicisme »,.
Pour Erwan Le Morhedec, certains catholiques sont tentés de se rattacher davantage aux marqueurs rituels et culturels du catholicisme plutôt qu’à leur propre foi. Il ajoute : « Au sein de la tentation identitaire, c’est la politique qui prend le pas sur la foi, c’est la soumission de la foi à la politique. » Pour l'auteur, l’identitarisme serait une idéologie, un emprisonnement individuel, voire une mystification spirituelle,.
Guillaume Cuchet note que cinq facteurs ont pu contribuer à renforcer les tendances « identitaires » ou droitières du catholicisme français : le devenir minoritaire du catholicisme dans la société française, le meilleur taux de reproduction — au sens de la transmission de la foi et des valeurs chrétiennes — parmi les courants conservateurs, « l'exculturation » tendancielle du catholicisme dans toute une partie de la société française, la tendance du clivage droite-gauche à se définir de plus en plus sur le terrain sociétal, et la montée de l’islam.
Il note que des tendances s'exercent cependant en sens inverse : l’avènement du pape François en mars 2013, l'arrivée de populations chrétiennes d’origine immigrée qui contrebalancerait une tendance à l'embourgeoisement du milieu catholique, et l’évolution possible des jeunes catholiques « identitaires » de la « Manif pour tous ». C'est en particulier après « la Manif pour tous » que l'expression est devenue courante.
Guillaume Letourneur indique en 2021 que les transformations du champ catholique en France, depuis les années 1960, ont favorisé l’émergence d’un pôle identitaire et contestataire au sein de l’Église. Ainsi, à l'échelle locale, la nébuleuse traditionaliste est investie dans une multitude d’activités municipales, associatives, diocésaine et, ponctuellement, partisanes. Elle est en mesure de peser sur les positionnements culturels et sociétaux du rassemblement national et de contribuer au façonnement et au fonctionnement de son organisation.
Selon l’historien du catholicisme Denis Pelletier, le catholique identitaire se distingue du catholique conservateur en ce qu’il considère le catholicisme comme une « composante intangible de l’identité française », perçue comme menacée par l’islam. Pour le catholique identitaire, la « vraie France » ne subsisterait plus qu’au sein de son propre camp. Ce profil lit volontiers Valeurs actuelles et peut souscrire aux thèses d’Éric Zemmour, qui, bien que non catholique, s’appuie en partie sur le catholicisme identitaire dans sa vision du monde. À l’inverse, le catholique conservateur vote à droite, respecte la laïcité et le pluralisme, et s’engage politiquement de manière ponctuelle, par exemple sur les questions éducatives ou sociétales.
Le chercheur Yann Raison du Cleuziou analyse en 2019 l’usage politique croissant des « racines chrétiennes » par des partis populistes ou de droite en France comme une forme d’instrumentalisation de la religion au service d’une logique identitaire. Cette référence aux « racines chrétiennes » trace une frontière culturelle, qui exclut les musulmans de la définition de la nationalité française ou européenne. Yann Raison du Cleuziou souligne un paradoxe : il ne s’agit pas d’un retour du religieux, mais d’une manifestation avancée de la sécularisation : les symboles catholiques sont vidés de leur dimension spirituelle pour devenir de simples marqueurs identitaires. Par exemple, installer une crèche dans une mairie n’a plus, dans ce cadre, de signification religieuse. Ce phénomène identitaire touche en particulier certains milieux populaires. En sociologie électorale, il est établi que les catholiques non-pratiquants sont les plus enclins à voter pour le Rassemblement national. Ces personne très déchristianisées gardent juste un lien ponctuel avec l’Église à travers les rites de passage (baptême, mariage, obsèques). Mais le phénomène identitaire touche aussi certains catholiques pratiquants de droite : il s'agit de défendre la place culturelle du catholicisme dans une société où sa pratique décline fortement. Ils y voient une façon de maintenir au catholicisme un rôle symbolique dominant dans l’espace public, non plus en tant que foi vivante, mais comme patrimoine historique et identitaire de la nation.
Les déclarations du pape François, en particulier sur l’islam ou l'accueil des réfugiés, provoquent des critiques au sein de l'Église. Pour le sociologue Jean-Louis Schlegel : « La contestation vient en partie de catholiques identitaires plutôt laïcs, marqués à droite, voire un peu plus ».

## Par pays
Iacopo Scaramuzzi, journaliste italien, a explicité les méthodes des populistes à travers le monde qui utilisent « les symboles, le langage et les rituels du christianisme », pour les instrumentaliser contre l’étranger et conforter un sentiment d’identité occidentale. Que ce soit « Poutine, Orbán, Bolsonaro, Zemmour, Salvini ou Trump, c’est le même appel aux valeurs chrétiennes, la même exaltation d’un patrimoine perdu »,.

### Espagne
Le parti d'extrème droite Vox place le catholicisme au centre de sa revendication identitaire et nationaliste.
Ainsi Vox place la religion chrétienne au centre de « l’identité espagnole » et plus largement de la « culture européenne ».

### France
L'homme politique Éric Zemmour, soutenu par Vincent Bolloré, manifeste un catholicisme identitaire. Il estime que la chrétienté peut sauver la civilisation occidentale face à l’islam,. L'Express y voit Philippe de Villiers. Selon Timothée de Rauglaudre, Michel Onfray doit être compté parmi les amis des catholiques identitaires.

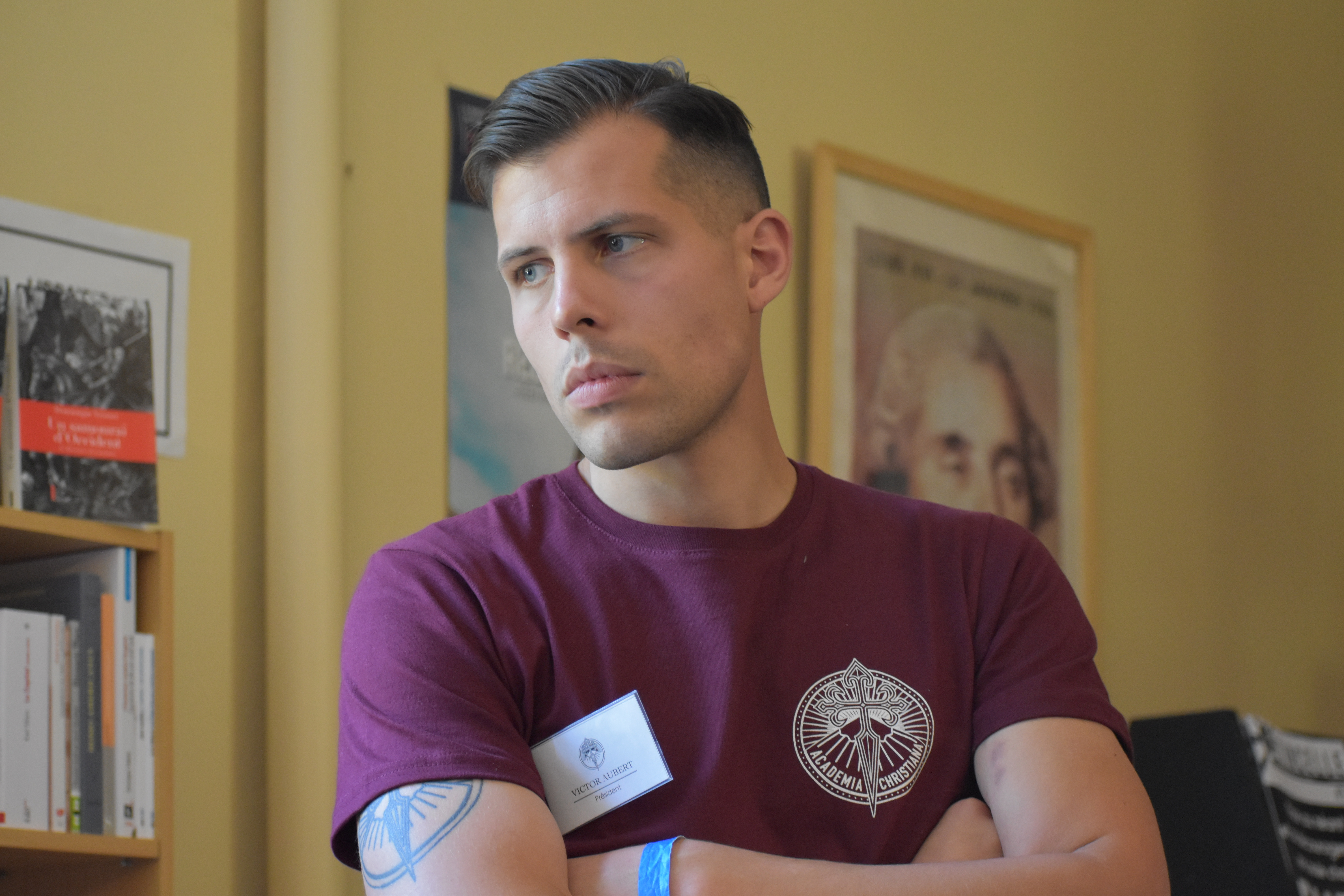
Victor Aubert, président d'Academia Christiana.

Le prêtre Matthieu Raffray, ordonné en 2009 pour l’Institut du Bon-Pasteur et proche de la mouvance identitaire se donne comme mission d’« évangéliser ces milieux identitaires et nationalistes ». Pour Paul Colrat, philosophe catholique : « Son rôle est officiellement d’évangéliser la jeunesse d’extrême droite, mais je crains qu’il soit plutôt de donner un supplément d’âme à ce courant qui monte en France ».
Academia Christiana est une organisation identitaire et catholique traditionaliste française fondée en 2013 par Julien Langella, cofondateur de Génération identitaire et parrainée par la Fraternité sacerdotale Saint-Pierre,.

### Hongrie
En Hongrie, Viktor Orbán soigne un catholicisme identitaire hongrois, mélangeant religion et politique, en « cherche à tirer profit de la "rechristianisation" » du pays.

### Italie
Alors que Matteo Salvini, homme politique d'extrême droite, revendique son appartenance au catholicisme, brandit des chapelets ou des croix pendant ses campagnes électorales et déclare : « je confie ma vie et la vôtre au Coeur immaculé de Marie qui, j'en suis sûr, nous portera à la victoire », l'Église catholique italienne condamne la « récupération à des fins politiques et identitaires de la religion chrétienne ».